# فهرست قهرمانان جام حذفی فوتبال انگلستان

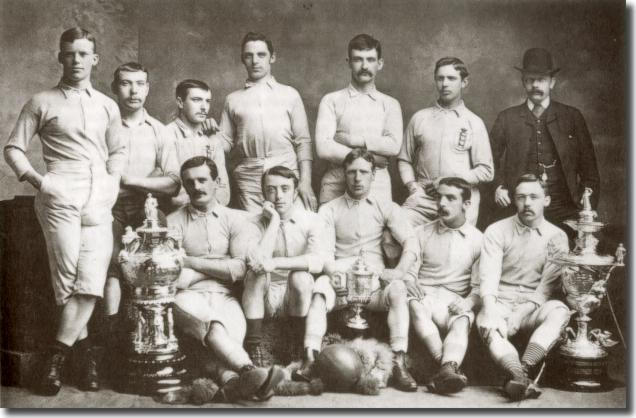
تیم بلکبرن روورز، قهرمان جام حذفی در سال ۱۸۸۴. جام قهرمانی در دستان کاپیتان تیم جیمز براون (ردیف جلو، وسط)

جام حذفی فوتبال انگلستان که با نام اف‌ای کاپ نیز شناخته می‌شود از فصل ۷۲–۱۸۷۱ آغاز شده است و از سری مسابقات حذفی در کشور انگلستان است، که توسط اتحادیه فوتبال انگلستان (FA) برگزار و نامگذاری شده است و از قدیمی‌ترین مسابقات فوتبال موجود در جهان است. کلیه باشگاه‌های حاضر در ۱۰ سطح برتر نظام لیگ‌های فوتبال انگلیس مجاز به حضور در این رقابت‌ها هستند اگرچه استادیوم خانگی هر باشگاه باید شرایط لازم برای ورود به مسابقات را داشته باشد.
اکثر قریب به اتفاق مسابقات فینال جام حذفی در لندن بوده است و بیشتر آنها در ورزشگاه ومبلی اصلی برگزار شد که از سال ۱۹۲۳ تا زمان بستن ورزشگاه در سال ۲۰۰۰ مورد استفاده قرار می‌گرفت. از دیگر ورزشگاه‌های میزبان بازی نهایی قبل از سال ۱۹۲۳ کنینگتون اوال، کریستال پالاس، استمفورد بریج و لیلی بریج، همگی در لندن، گودیسون پارک در لیورپول و ورزشگاه فالوفیلد و اولدترافورد در منچستر بوده‌اند. در حالی که ورزشگاه جدید ومبلی در حال ساخت بود، ورزشگاه میلنیوم در کاردیف به مدت شش سال (۲۰۰۶–۲۰۰۱) به عنوان محل برگزاری فینال انتخاب شد. از سایر ورزشگاه‌ها برای بازی‌های تکرار فینال استفاده شده است؛ تا سال ۱۹۹۹ اگر مسابقه اولیه با تساوی به پایان می‌رسید، بازی تکراری انجام می‌شد. ومبلی جدید از سال ۲۰۰۷ محل دائمی برگزاری بازی نهایی است.

از سال ۲۰۲۰، رکورد بیشترین قهرمانی در اختیار آرسنال با ۱۴ قهرمانی است. واندررز، بلکبرن روورز، تاتنهام و آرسنال چهار تیمی هستند که بیش از یک بار در فینال‌های متوالی پیروز شده‌اند. این جام تنها یک بار توسط یک تیم غیر انگلیسی، کاردیف سیتی، در سال ۱۹۲۷ بدست آمده است. در حال حاضر منچستریونایتد ، که در فینال ۲۰۲۴  منچستر سیتی را شکست داد، عنوان قهرمانی را در اختیار دارد.

## تاریخچه

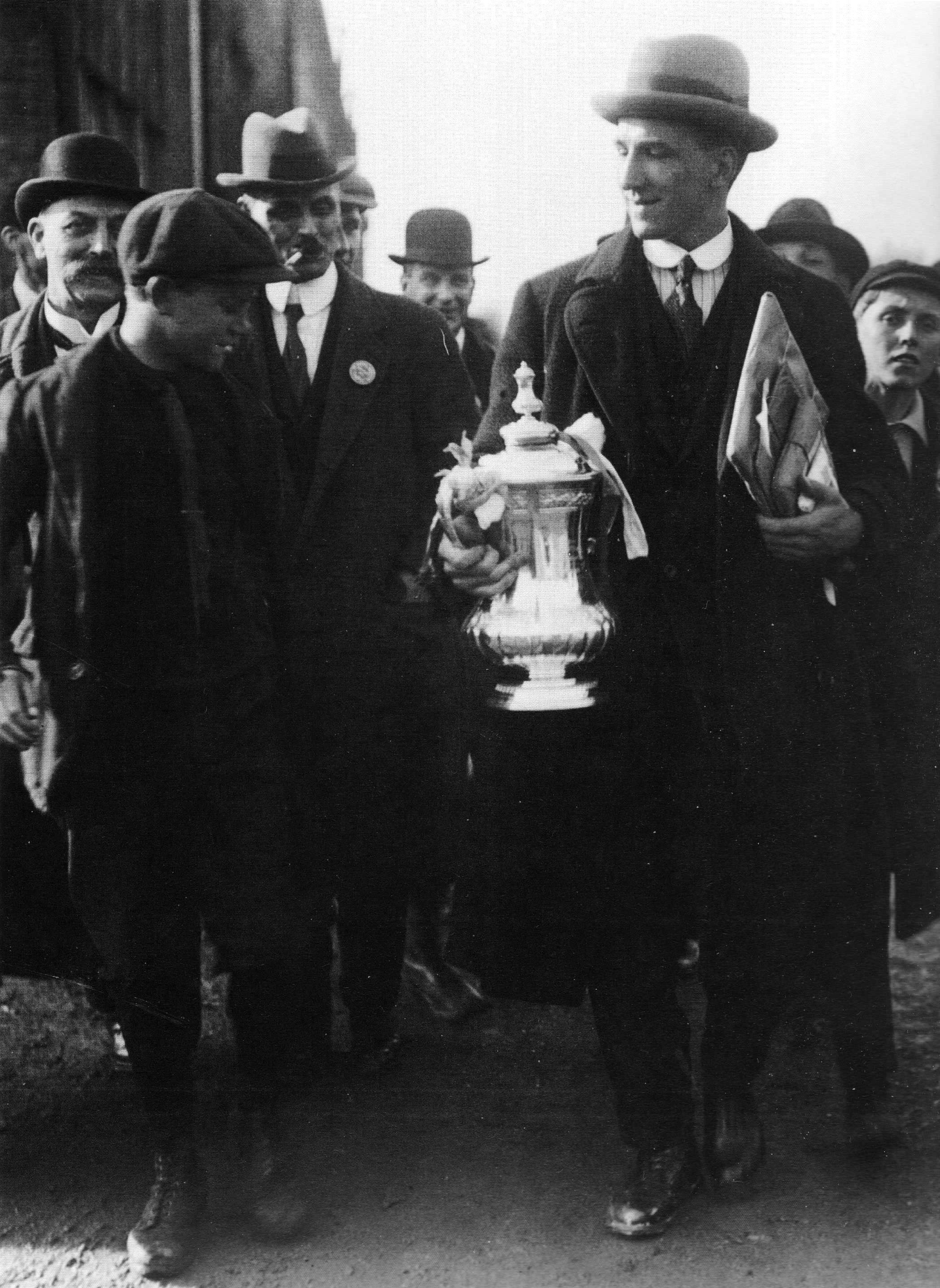
کاپیتان تیم تاتنهام هاتسپر، آرتور گریمسدل جام را به هوادان این تیم در بزرگراه تاتنهام نشان می‌دهد پس از پیروزی هاتسپر در فینال سال ۱۹۲۱، اولین قهرمانی یک تیم لندنی پس از ۲۰ سال.

اولین قهرمان این سری مسابقات واندررز، تیمی از دانش آموزان برتر سابق مدارس مستقل، مستقر در لندن بود که در هفت فصل نخست پنج بار قهرمان این رقابت‌ها شد. برندگان اولیه این مسابقات همگی از تیم‌های آماتور ثروتمند جنوب انگلستان بودند، اما در سال ۱۸۸۳، المپیک بلکبرن با شکست دادن اولد اتونیانس، اولین تیم شمالی شد که جام را به دست آورد. پس از بازگشت تیم به بلکبرن، کاپیتان المپیک بلکبرن آلبرت واربورتون اعلام کرد: «لانکاشایر از این جام به خوبی میزبانی می‌کند. اینجا خانه خوبی خواهد داشت و هرگز به لندن برنخواهد گشت.»
با شروع حرفه‌ای شدن در همان زمان، خیلی زود توان تیم‌های آماتور برای رقابت کم رنگ شد. باشگاه‌های سرآمد حرفه‌ای لیگ فوتبال را در سال ۱۸۸۸ تشکیل دادند. از آن زمان، تنها یک تیم خارج از لیگ توانست جام را فتح کند. تاتنهام هاتسپر، که در آن زمان در لیگ جنوب رقابت می‌کرد، شفیلد یونایتد را از لیگ فوتبال شکست داد و در فینال ۱۹۰۱ قهرمان شد. یک سال بعد شفیلد یونایتد به فینال بازگشت و جام را از آن خود کرد، و از آن زمان جام در دست باشگاه‌های شمالی و مرکزی باقی ماند تا اینکه تاتنهام در سال ۱۹۲۱ دوباره آن را فتح کرد. در سال ۱۹۲۷، کاردیف سیتی، که علی رغم استقرار در ولز، در نظام لیگ‌های فوتبال انگلیس بازی می‌کند، جام را به دست آورد و به تنها باشگاه غیر انگلیسی تبدیل شد که موفق به این کار شده است. باشگاه کوئینز پارک اسکاتلندی نیز در سال‌های ابتدایی توانست دو بار به فینال راه پیدا کند.
این سری مسابقات در طول جنگ‌های جهانی اول و دوم برگزار نشد، مگر در فصل ۱۵–۱۹۱۴، که به پایان رسید و ۴۰–۱۹۳۹، که در همان مراحل مقدماتی نیمه تمام ماند.
نیوکاسل در دهه ۱۹۵۰، سلطه مختصری بر جام حذفی داشت و در طول ۵ سال سه بار جام را کسب کرد، و در دهه ۱۹۶۰، تاتنهام موفقیت مشابهی را با سه قهرمانی در هفت فصل داشت که این سرآغاز دوره‌ای موفقیت آمیز برای باشگاه‌های لندنی، با ۱۱ قهرمانی در ۲۲ فصل بود. تیم‌هایی از رده دوم فوتبال انگلیس که در آن زمان لیگ دسته دوم نامیده می‌شد، قهرمانی‌های بی سابقه‌ای را بین سالهای ۱۹۷۳ و ۱۹۸۰ تجربه کردند. ساندرلند در سال ۱۹۷۳ جام را به دست آورد، ساوت‌همپتون در ۱۹۷۶ این کار را تکرار کرد و وست‌هام یونایتد در سال ۱۹۸۰ به پیروزی رسید که آخرین قهرمانی توسط تیمی خارج از لیگ برتر بود.
تا سال ۱۹۹۹، تساوی در فینال منجر به تکرار مجدد مسابقه در تاریخ بعدی می‌شد‌؛ پس از آن سال تکلیف قهرمان در همان بازی فینال و در صورت تساوی با ضربات پنالتی مشخص می‌شود. تنها دو بار و در فینال‌های ۲۰۰۵ و ۲۰۰۶، کار به ضربات پنالتی کشیده شد. آرسنال با کسب ۱۴ قهرمانی در جام حذفی، در این زمینه رکورددار است.

## قهرمانی بر پایه فصل
| مرتبه       | فصل       | قهرمانان              | نتیجه   | نائب قهرمان            | ورزشگاه              | تماشاگران    |
| ----------- | --------- | --------------------- | ------- | ---------------------- | -------------------- | ------------ |
| ۱           | ۷۲–۱۸۷۱   | باشگاه فوتبال واندررز | ۱–۰     | رویال انجینیرز         | اوال کنینگتون        | ۲٬۰۰۰        |
| ۲           | ۷۳–۱۸۷۲   | باشگاه فوتبال واندررز | ۲–۰     | دانشگاه آکسفورد        | لیلی بریج            | ۳٬۰۰۰        |
| ۳           | ۷۴–۱۸۷۳   | دانشگاه آکسفورد       | ۲–۰     | رویال انجینیرز         | اوال کنینگتون        | ۲٬۰۰۰        |
| ۴           | ۷۵–۱۸۷۴   | رویال انجینیرز        | * ۱–۱ * | اولد اتونیانس          | اوال کنینگتون        | ۲٬۰۰۰        |
| ۴ (تکرار)   | ۷۵–۱۸۷۴   | رویال انجینیرز        | ۲–۰     | اولد اتونیانس          | اوال کنینگتون        | ۳٬۰۰۰        |
| ۵           | ۷۶–۱۸۷۵   | واندررز               | * ۱–۱ * | اولد اتونیانس          | اوال کنینگتون        | ۳٬۵۰۰        |
| ۵ (تکرار)   | ۷۶–۱۸۷۵   | واندررز               | ۳–۰     | اولد اتونیانس          | اوال کنینگتون        | ۱٬۵۰۰        |
| ۶           | ۷۷–۱۸۷۶   | واندررز               | * ۲–۱ * | دانشگاه آکسفورد        | اوال کنینگتون        | ۳٬۰۰۰        |
| ۷           | ۷۸–۱۸۷۷   | واندررز               | ۳–۱     | رویال انجینیرز         | اوال کنینگتون        | ۴٬۵۰۰        |
| ۸           | ۷۹–۱۸۷۸   | اولد اتونیانس         | ۱–۰     | کلافام روورز           | اوال کنینگتون        | ۵٬۰۰۰        |
| ۹           | ۸۰–۱۸۷۹   | کلافام روورز          | ۱–۰     | دانشگاه آکسفورد        | اوال کنینگتون        | ۶٬۰۰۰        |
| ۱۰          | ۸۱–۱۸۸۰   | اولد کارتوسیانس       | ۳–۰     | اولد اتونیانس          | اوال کنینگتون        | ۴٬۰۰۰        |
| ۱۱          | ۸۲–۱۸۸۱   | اولد اتونیانس         | ۱–۰     | بلکبرن روورز           | اوال کنینگتون        | ۶٬۵۰۰        |
| ۱۲          | ۸۳–۱۸۸۲   | المپیک بلکبرن         | * ۲–۱ * | اولد اتونیانس          | اوال کنینگتون        | ۸٬۰۰۰        |
| ۱۳          | ۸۴–۱۸۸۳   | بلکبرن روورز          | ۲–۱     | کویینز پارک رنجرز      | اوال کنینگتون        | ۴٬۰۰۰        |
| ۱۴          | ۸۵–۱۸۸۴   | بلکبرن روورز          | ۲–۰     | کویینز پارک رنجرز      | اوال کنینگتون        | ۱۲٬۵۰۰       |
| ۱۵          | ۸۶–۱۸۸۵   | بلکبرن روورز          | ۰–۰     | وست برومویچ آلبیون     | اوال کنینگتون        | ۱۵٬۰۰۰       |
| ۱۵ (تکرار)  | ۸۶–۱۸۸۵   | بلکبرن روورز          | ۲–۰     | وست برومویچ آلبیون     | ریسکورس گراوند       | ۱۲٬۰۰۰       |
| ۱۶          | ۸۷–۱۸۸۶   | استون ویلا            | ۲–۰     | وست برومویچ آلبیون     | اوال کنینگتون        | ۱۵٬۵۰۰       |
| ۱۷          | ۸۸–۱۸۸۷   | وست برومویچ آلبیون    | ۲–۱     | پرستون نورث اند        | اوال کنینگتون        | ۱۹٬۰۰۰       |
| ۱۸          | ۸۹–۱۸۸۸   | پریستون نورث اند      | ۳–۰     | ولورهمپتون واندررز     | اوال کنینگتون        | ۲۲٬۰۰۰       |
| ۱۹          | ۹۰–۱۸۸۹   | بلکبرن روورز          | ۶–۱     | شفیلد ونزدی            | اوال کنینگتون        | ۲۰٬۰۰۰       |
| ۲۰          | ۹۱–۱۸۹۰   | بلکبرن روورز          | ۳–۱     | نوتس کانتی             | اوال کنینگتون        | ۲۳٬۰۰۰       |
| ۲۱          | ۹۲–۱۸۹۱   | وست برومویچ آلبیون    | ۳–۰     | استون ویلا             | اوال کنینگتون        | ۳۲٬۸۱۰       |
| ۲۲          | ۹۳–۱۸۹۲   | ولورهمپتون واندررز    | ۱–۰     | اورتون                 | ورزشگاه فالوفیلد     | ۴۵٬۰۰۰       |
| ۲۳          | ۹۴–۱۸۹۳   | نوتس کاونتی           | ۴–۱     | بولتون واندررز         | گودیسون پارک         | ۳۷٬۰۰۰       |
| ۲۴          | ۹۵–۱۸۹۴   | استون ویلا            | ۱–۰     | وست برومویچ آلبیون     | کریستال پالاس        | ۴۲٬۵۶۰       |
| ۲۵          | ۹۶–۱۸۹۵   | ده ونزدی              | ۲–۱     | ولورهمپتون واندررز     | کریستال پالاس        | ۴۸٬۸۳۶       |
| ۲۶          | ۹۷–۱۸۹۶   | استون ویلا            | ۳–۲     | اورتون                 | کریستال پالاس        | ۶۵٬۸۹۱       |
| ۲۷          | ۹۸–۱۸۹۷   | ناتینگهام فارست       | ۳–۱     | دربی کانتی             | کریستال پالاس        | ۶۲٬۰۱۷       |
| ۲۸          | ۹۹–۱۸۹۸   | شفیلد یونایتد         | ۴–۱     | دربی کانتی             | کریستال پالاس        | ۷۳٬۸۳۳       |
| ۲۹          | ۱۹۰۰–۱۸۹۹ | بری                   | ۴–۰     | ساوت‌همپتون             | کریستال پالاس        | ۶۸٬۹۴۵       |
| ۳۰          | ۰۱–۱۹۰۰   | تاتنهام هاتسپر        | ۲–۲     | شفیلد یونایتد          | کریستال پالاس        | ۱۱۰٬۸۲۰      |
| ۳۰ (تکرار)  | ۰۱–۱۹۰۰   | تاتنهام هاتسپر        | ۳–۱     | شفیلد یونایتد          | بارندن پارک          | ۲۰٬۴۷۰       |
| ۳۱          | ۰۲–۱۹۰۱   | شفیلد یونایتد         | ۱–۱     | ساوت‌همپتون             | کریستال پالاس        | ۷۶٬۹۱۴       |
| ۳۱ (تکرار)  | ۰۲–۱۹۰۱   | شفیلد یونایتد         | ۲–۱     | ساوت‌همپتون             | کریستال پالاس        | ۳۳٬۰۶۸       |
| ۳۲          | ۰۳–۱۹۰۲   | بری                   | ۶–۰     | دربی کانتی             | کریستال پالاس        | ۶۳٬۱۰۲       |
| ۳۳          | ۰۴–۱۹۰۳   | منچستر سیتی           | ۱–۰     | بولتون واندررز         | کریستال پالاس        | ۶۱٬۳۷۴       |
| ۳۴          | ۰۵–۱۹۰۴   | استون ویلا            | ۲–۰     | نیوکاسل                | کریستال پالاس        | ۱۰۱٬۱۱۷      |
| ۳۵          | ۰۶–۱۹۰۵   | اورتون                | ۱–۰     | نیوکاسل                | کریستال پالاس        | ۷۵٬۶۰۹       |
| ۳۶          | ۰۷–۱۹۰۶   | شفیلد ونزدی           | ۲–۱     | اورتون                 | کریستال پالاس        | ۸۴٬۵۹۴       |
| ۳۷          | ۰۸–۱۹۰۷   | ولورهمپتون واندررز    | ۳–۱     | نیوکاسل                | کریستال پالاس        | ۷۴٬۶۹۷       |
| ۳۸          | ۰۹–۱۹۰۸   | منچستر یونایتد        | ۱–۰     | بریستول سیتی           | کریستال پالاس        | ۷۱٬۴۹۱       |
| ۳۹          | ۱۰–۱۹۰۹   | نیوکاسل یونایتد       | ۱–۱     | بارنزلی                | کریستال پالاس        | ۷۷٬۴۹۷       |
| ۳۹ (تکرار)  | ۱۰–۱۹۰۹   | نیوکاسل یونایتد       | ۲–۰     | بارنزلی                | گودیسون پارک         | ۶۹٬۰۰۰       |
| ۴۰          | ۱۱–۱۹۱۰   | برادفورد سیتی         | ۰–۰     | نیوکاسل                | کریستال پالاس        | ۶۹٬۰۶۸       |
| ۴۰ (تکرار)  | ۱۱–۱۹۱۰   | برادفورد سیتی         | ۱–۰     | نیوکاسل                | الدترافورد           | ۵۸٬۰۰۰       |
| ۴۱          | ۱۲–۱۹۱۱   | بارنزلی               | ۰–۰     | وست برومویچ آلبیون     | کریستال پالاس        | ۵۴٬۵۵۶       |
| ۴۱ (تکرار)  | ۱۲–۱۹۱۱   | بارنزلی               | * ۱–۰ * | وست برومویچ آلبیون     | برامال لین           | ۳۸٬۵۵۵       |
| ۴۲          | ۱۳–۱۹۱۲   | استون ویلا            | ۱–۰     | ساندرلند               | کریستال پالاس        | ۱۲۱٬۹۱۹      |
| ۴۳          | ۱۴–۱۹۱۳   | برنلی                 | ۱–۰     | لیورپول                | کریستال پالاس        | ۷۲٬۷۷۸       |
| ۴۴          | ۱۵–۱۹۱۴   | شفیلد یونایتد         | ۳–۰     | چلسی                   | الدترافورد           | ۴۹٬۵۵۷       |
| ۴۵          | ۲۰–۱۹۱۹   | استون ویلا            | * ۱–۰ * | هادرزفیلد تاون         | استمفورد بریج        | ۵۰٬۰۱۸       |
| ۴۶          | ۲۱–۱۹۲۰   | تاتنهام هاتسپر        | ۱–۰     | ولورهمپتون واندررز     | استمفورد بریج        | ۷۲٬۸۰۵       |
| ۴۷          | ۲۲–۱۹۲۱   | هادرزفیلد تاون        | ۱–۰     | پرستون نورث اند        | استمفورد بریج        | ۵۳٬۰۰۰       |
| ۴۸          | ۲۳–۱۹۲۲   | بولتون واندررز        | ۲–۰     | وست‌هام یونایتد         | ورزشگاه ومبلی (اصلی) | [الف]۱۲۶،۰۴۷ |
| ۴۹          | ۲۴–۱۹۲۳   | نیوکاسل یونایتد       | ۲–۰     | استون ویلا             | ورزشگاه ومبلی (اصلی) | ۹۱٬۶۹۵       |
| ۵۰          | ۲۵–۱۹۲۴   | شفیلد یونایتد         | ۱–۰     | کاردیف سیتی            | ورزشگاه ومبلی (اصلی) | ۹۱٬۷۶۳       |
| ۵۱          | ۲۶–۱۹۲۵   | بولتون واندررز        | ۱–۰     | منچستر سیتی            | ورزشگاه ومبلی (اصلی) | ۹۱٬۴۴۷       |
| ۵۲          | ۲۷–۱۹۲۶   | کاردیف سیتی           | ۱–۰     | آرسنال                 | ورزشگاه ومبلی (اصلی) | ۹۱٬۲۰۶       |
| ۵۳          | ۲۸–۱۹۲۷   | بلکبرن روورز          | ۳–۱     | هادرزفیلد تاون         | ورزشگاه ومبلی (اصلی) | ۹۲٬۰۴۱       |
| ۵۴          | ۲۹–۱۹۲۸   | بولتون واندررز        | ۲–۰     | پورتسموث               | ورزشگاه ومبلی (اصلی) | ۹۲٬۵۷۶       |
| ۵۵          | ۳۰–۱۹۲۹   | آرسنال                | ۲–۰     | هادرزفیلد تاون         | ورزشگاه ومبلی (اصلی) | ۹۲٬۴۸۸       |
| ۵۶          | ۳۱–۱۹۳۰   | وست برومویچ آلبیون    | ۲–۱     | بیرمنگام               | ورزشگاه ومبلی (اصلی) | ۹۲٬۴۰۶       |
| ۵۷          | ۳۲–۱۹۳۱   | نیوکاسل یونایتد       | ۲–۱     | آرسنال                 | ورزشگاه ومبلی (اصلی) | ۹۲٬۲۹۸       |
| ۵۸          | ۳۳–۱۹۳۲   | اورتون                | ۳–۰     | منچستر سیتی            | ورزشگاه ومبلی (اصلی) | ۹۲٬۹۵۰       |
| ۵۹          | ۳۴–۱۹۳۳   | منچستر سیتی           | ۲–۱     | پورتسموث               | ورزشگاه ومبلی (اصلی) | ۹۳٬۲۵۸       |
| ۶۰          | ۳۵–۱۹۳۴   | شفیلد ونزدی           | ۴–۲     | وست برومویچ آلبیون     | ورزشگاه ومبلی (اصلی) | ۹۳٬۲۰۴       |
| ۶۱          | ۳۶–۱۹۳۵   | آرسنال                | ۱–۰     | شفیلد یونایتد          | ورزشگاه ومبلی (اصلی) | ۹۳٬۳۸۴       |
| ۶۲          | ۳۷–۱۹۳۶   | ساندرلند              | ۳–۱     | پرستون نورث اند        | ورزشگاه ومبلی (اصلی) | ۹۳٬۴۹۵       |
| ۶۳          | ۳۸–۱۹۳۷   | پریستون نورث اند      | * ۱–۰ * | هادرزفیلد تاون         | ورزشگاه ومبلی (اصلی) | ۹۳٬۴۹۷       |
| ۶۴          | ۳۹–۱۹۳۸   | پورتسموث              | ۴–۱     | ولورهمپتون واندررز     | ورزشگاه ومبلی (اصلی) | ۹۹٬۳۷۰       |
| ۶۵          | ۴۶–۱۹۴۵   | دربی کاونتی           | * ۴–۱ * | چارلتون اتلتیک         | ورزشگاه ومبلی (اصلی) | ۹۸٬۰۰۰       |
| ۶۶          | ۴۷–۱۹۴۶   | چارلتون اتلتیک        | * ۱–۰ * | برنلی                  | ورزشگاه ومبلی (اصلی) | ۹۹٬۰۰۰       |
| ۶۷          | ۴۸–۱۹۴۷   | منچستر یونایتد        | ۴–۲     | بلکپول                 | ورزشگاه ومبلی (اصلی) | ۹۹٬۰۰۰       |
| ۶۸          | ۴۹–۱۹۴۸   | ولورهمپتون واندررز    | ۳–۱     | لستر سیتی              | ورزشگاه ومبلی (اصلی) | ۹۹٬۵۰۰       |
| ۶۹          | ۵۰–۱۹۴۹   | آرسنال                | ۲–۰     | لیورپول                | ورزشگاه ومبلی (اصلی) | ۱۰۰٬۰۰۰      |
| ۷۰          | ۵۱–۱۹۵۰   | نیوکاسل یونایتد       | ۲–۰     | بلکپول                 | ورزشگاه ومبلی (اصلی) | ۱۰۰٬۰۰۰      |
| ۷۱          | ۵۲–۱۹۵۱   | نیوکاسل یونایتد       | ۱–۰     | آرسنال                 | ورزشگاه ومبلی (اصلی) | ۱۰۰٬۰۰۰      |
| ۷۲          | ۵۳–۱۹۵۲   | بلکپول                | ۴–۳     | بولتون واندررز         | ورزشگاه ومبلی (اصلی) | ۱۰۰٬۰۰۰      |
| ۷۳          | ۵۴–۱۹۵۳   | وست برومویچ آلبیون    | ۳–۲     | پرستون نورث اند        | ورزشگاه ومبلی (اصلی) | ۱۰۰٬۰۰۰      |
| ۷۴          | ۵۵–۱۹۵۴   | نیوکاسل یونایتد       | ۳–۱     | منچستر سیتی            | ورزشگاه ومبلی (اصلی) | ۱۰۰٬۰۰۰      |
| ۷۵          | ۵۶–۱۹۵۵   | منچستر سیتی           | ۳–۱     | بیرمنگام سیتی          | ورزشگاه ومبلی (اصلی) | ۱۰۰٬۰۰۰      |
| ۷۶          | ۵۷–۱۹۵۶   | استون ویلا            | ۲–۱     | منچستر یونایتد         | ورزشگاه ومبلی (اصلی) | ۱۰۰٬۰۰۰      |
| ۷۷          | ۵۸–۱۹۵۷   | بولتون واندررز        | ۲–۰     | منچستر یونایتد         | ورزشگاه ومبلی (اصلی) | ۱۰۰٬۰۰۰      |
| ۷۸          | ۵۹–۱۹۵۸   | ناتینگهام فارست       | ۲–۱     | لوتون تاون             | ورزشگاه ومبلی (اصلی) | ۱۰۰٬۰۰۰      |
| ۷۹          | ۶۰–۱۹۵۹   | ولورهمپتون واندررز    | ۳–۰     | بلکبرن روورز           | ورزشگاه ومبلی (اصلی) | ۱۰۰٬۰۰۰      |
| ۸۰          | ۶۱–۱۹۶۰   | تاتنهام هاتسپر        | ۲–۰     | لستر سیتی              | ورزشگاه ومبلی (اصلی) | ۱۰۰٬۰۰۰      |
| ۸۱          | ۶۲–۱۹۶۱   | تاتنهام هاتسپر        | ۳–۱     | برنلی                  | ورزشگاه ومبلی (اصلی) | ۱۰۰٬۰۰۰      |
| ۸۲          | ۶۳–۱۹۶۲   | منچستر یونایتد        | ۳–۱     | لستر سیتی              | ورزشگاه ومبلی (اصلی) | ۱۰۰٬۰۰۰      |
| ۸۳          | ۶۴–۱۹۶۳   | وست هام یونایتد       | ۳–۲     | پرستون نورث اند        | ورزشگاه ومبلی (اصلی) | ۱۰۰٬۰۰۰      |
| ۸۴          | ۶۵–۱۹۶۴   | لیورپول               | * ۲–۱ * | لیدز یونایتد           | ورزشگاه ومبلی (اصلی) | ۱۰۰٬۰۰۰      |
| ۸۵          | ۶۶–۱۹۶۵   | اورتون                | ۳–۲     | شفیلد یونایتد          | ورزشگاه ومبلی (اصلی) | ۱۰۰٬۰۰۰      |
| ۸۶          | ۶۷–۱۹۶۶   | تاتنهام هاتسپر        | ۲–۱     | چلسی                   | ورزشگاه ومبلی (اصلی) | ۱۰۰٬۰۰۰      |
| ۸۷          | ۶۸–۱۹۶۷   | وست برومویچ آلبیون    | * ۱–۰ * | اورتون                 | ورزشگاه ومبلی (اصلی) | ۱۰۰٬۰۰۰      |
| ۸۸          | ۶۹–۱۹۶۸   | منچستر سیتی           | ۱–۰     | لستر سیتی              | ورزشگاه ومبلی (اصلی) | ۱۰۰٬۰۰۰      |
| ۸۹          | ۷۰–۱۹۶۹   | چلسی                  | * ۲–۲ * | لیدز یونایتد           | ورزشگاه ومبلی (اصلی) | ۱۰۰٬۰۰۰      |
| ۸۹ (تکرار)  | ۷۰–۱۹۶۹   | چلسی                  | * ۲–۱ * | لیدز یونایتد           | الدترافورد           | ۶۲٬۰۷۸       |
| ۹۰          | ۷۱–۱۹۷۰   | آرسنال                | * ۲–۱ * | لیورپول                | ورزشگاه ومبلی (اصلی) | ۱۰۰٬۰۰۰      |
| ۹۱          | ۷۲–۱۹۷۱   | لیدز یونایتد          | ۱–۰     | آرسنال                 | ورزشگاه ومبلی (اصلی) | ۱۰۰٬۰۰۰      |
| ۹۲          | ۷۳–۱۹۷۲   | ساندرلند              | ۱–۰     | لیدز یونایتد           | ورزشگاه ومبلی (اصلی) | ۱۰۰٬۰۰۰      |
| ۹۳          | ۷۴–۱۹۷۳   | لیورپول               | ۳–۰     | نیوکاسل                | ورزشگاه ومبلی (اصلی) | ۱۰۰٬۰۰۰      |
| ۹۴          | ۷۵–۱۹۷۴   | وست هام یونایتد       | ۲–۰     | فولهام                 | ورزشگاه ومبلی (اصلی) | ۱۰۰٬۰۰۰      |
| ۹۵          | ۷۶–۱۹۷۵   | ساوت‌همپتون            | ۱–۰     | منچستر یونایتد         | ورزشگاه ومبلی (اصلی) | ۱۰۰٬۰۰۰      |
| ۹۶          | ۷۷–۱۹۷۶   | منچستر یونایتد        | ۲–۱     | لیورپول                | ورزشگاه ومبلی (اصلی) | ۱۰۰٬۰۰۰      |
| ۹۷          | ۷۸–۱۹۷۷   | ایپسویچ تاون          | ۱–۰     | آرسنال                 | ورزشگاه ومبلی (اصلی) | ۱۰۰٬۰۰۰      |
| ۹۸          | ۷۹–۱۹۷۸   | آرسنال                | ۳–۲     | منچستر یونایتد         | ورزشگاه ومبلی (اصلی) | ۱۰۰٬۰۰۰      |
| ۹۹          | ۸۰–۱۹۷۹   | وست هام یونایتد       | ۱–۰     | آرسنال                 | ورزشگاه ومبلی (اصلی) | ۱۰۰٬۰۰۰      |
| ۱۰۰         | ۸۱–۱۹۸۰   | تاتنهام هاتسپر        | * ۱–۱ * | منچستر سیتی            | ورزشگاه ومبلی (اصلی) | ۱۰۰٬۰۰۰      |
| ۱۰۰ (تکرار) | ۸۲–۱۹۸۱   | تاتنهام هاتسپر        | ۳–۲     | منچستر سیتی            | ورزشگاه ومبلی (اصلی) | ۹۲٬۰۰۰       |
| ۱۰۱         | ۸۳–۱۹۸۲   | تاتنهام هاتسپر        | * ۱–۱ * | کویینز پارک رنجرز      | ورزشگاه ومبلی (اصلی) | ۱۰۰٬۰۰۰      |
| ۱۰۱ (تکرار) | 1981–82   | تاتنهام هاتسپر        | ۱–۰     | کویینز پارک رنجرز      | ورزشگاه ومبلی (اصلی) | ۹۰٬۰۰۰       |
| ۱۰۲         | ۸۳–۱۹۸۲   | منچستر یونایتد        | * ۲–۲ * | برایتون اند هوو آلبیون | ورزشگاه ومبلی (اصلی) | ۱۰۰٬۰۰۰      |
| ۱۰۲ (تکرار) | ۸۳–۱۹۸۲   | منچستر یونایتد        | ۴–۰     | برایتون اند هوو آلبیون | ورزشگاه ومبلی (اصلی) | ۱۰۰٬۰۰۰      |
| ۱۰۳         | ۸۴–۱۹۸۳   | اورتون                | ۲–۰     | واتفورد                | ورزشگاه ومبلی (اصلی) | ۱۰۰٬۰۰۰      |
| ۱۰۴         | ۸۵–۱۹۸۴   | منچستر یونایتد        | * ۱–۰ * | اورتون                 | ورزشگاه ومبلی (اصلی) | ۱۰۰٬۰۰۰      |
| ۱۰۵         | ۸۶–۱۹۸۵   | لیورپول               | ۳–۱     | اورتون                 | ورزشگاه ومبلی (اصلی) | ۹۸۰۰۰        |
| ۱۰۶         | ۸۷–۱۹۸۶   | کاونتری سیتی          | * ۳–۲ * | تاتنهام هاتسپر         | ورزشگاه ومبلی (اصلی) | ۹۸۰۰۰        |
| ۱۰۷         | ۸۸–۱۹۸۷   | ویمبلدون              | ۱–۰     | لیورپول                | ورزشگاه ومبلی (اصلی) | ۹۸٬۲۰۳       |
| ۱۰۸         | ۸۹–۱۹۸۸   | لیورپول               | * ۳–۲ * | اورتون                 | ورزشگاه ومبلی (اصلی) | ۸۲٬۵۰۰       |
| ۱۰۹         | ۹۰–۱۹۸۹   | منچستر یونایتد        | * ۳–۳ * | کریستال پالاس          | ورزشگاه ومبلی (اصلی) | ۸۰٬۰۰۰       |
| ۱۰۹ (تکرار) | ۹۰–۱۹۸۹   | منچستر یونایتد        | ۱–۰     | کریستال پالاس          | ورزشگاه ومبلی (اصلی) | ۸۰٬۰۰۰       |
| ۱۱۰         | ۹۱–۱۹۹۰   | تاتنهام هاتسپر        | * ۲–۱ * | ناتینگهام فارست        | ورزشگاه ومبلی (اصلی) | ۸۰٬۰۰۰       |
| ۱۱۱         | ۹۲–۱۹۹۱   | لیورپول               | ۲–۰     | ساندرلند               | ورزشگاه ومبلی (اصلی) | ۸۰٬۰۰۰       |
| ۱۱۲         | ۹۳–۱۹۹۲   | آرسنال                | * ۱–۱ * | شفیلد ونزدی            | ورزشگاه ومبلی (اصلی) | ۷۹٬۳۴۷       |
| ۱۱۲ (تکرار) | ۹۳–۱۹۹۲   | آرسنال                | * ۲–۱ * | شفیلد ونزدی            | ورزشگاه ومبلی (اصلی) | ۶۲٬۲۶۷       |
| ۱۱۳         | ۹۴–۱۹۹۳   | منچستر یونایتد        | ۴–۰     | چلسی                   | ورزشگاه ومبلی (اصلی) | ۷۹٬۳۶۴       |
| ۱۱۴         | ۹۵–۱۹۹۴   | اورتون                | ۱–۰     | منچستر یونایتد         | ورزشگاه ومبلی (اصلی) | ۷۹٬۵۹۲       |
| ۱۱۵         | ۹۶–۱۹۹۵   | منچستر یونایتد        | ۱–۰     | لیورپول                | ورزشگاه ومبلی (اصلی) | ۷۹٬۰۰۷       |
| ۱۱۶         | ۹۷–۱۹۹۶   | چلسی                  | ۲–۰     | میدلزبرو               | ورزشگاه ومبلی (اصلی) | ۷۹٬۱۶۰       |
| ۱۱۷         | ۹۸–۱۹۹۷   | آرسنال                | ۲–۰     | نیوکاسل یونایتد        | ورزشگاه ومبلی (اصلی) | ۷۹٬۱۸۳       |
| ۱۱۸         | ۹۹–۱۹۹۸   | منچستر یونایتد #      | ۲–۰     | نیوکاسل یونایتد        | ورزشگاه ومبلی (اصلی) | ۷۹٬۱۰۱       |
| ۱۱۹         | ۲۰۰۰–۱۹۹۹ | چلسی                  | ۱–۰     | استون ویلا             | ورزشگاه ومبلی (اصلی) | ۷۸٬۲۱۷       |
| ۱۲۰         | ۰۱–۲۰۰۰   | لیورپول               | ۲–۱     | آرسنال                 | ورزشگاه میلنیوم      | ۷۲٬۵۰۰       |
| ۱۲۱         | ۰۲–۲۰۰۱   | آرسنال                | ۲–۰     | چلسی                   | ورزشگاه میلنیوم      | ۷۳٬۹۶۳       |
| ۱۲۲         | ۰۳–۲۰۰۲   | آرسنال                | ۱–۰     | ساوت‌همپتون             | ورزشگاه میلنیوم      | ۷۳٬۷۲۶       |
| ۱۲۳         | ۰۴–۲۰۰۳   | منچستر یونایتد        | ۳–۰     | میلوال                 | ورزشگاه میلنیوم      | ۷۱٬۳۵۰       |
| ۱۲۴         | ۰۵–۲۰۰۴   | آرسنال                | ۰–۰     | منچستر یونایتد         | ورزشگاه میلنیوم      | ۷۱٬۸۷۶       |
| ۱۲۵         | ۰۶–۲۰۰۵   | لیورپول               | ۳–۳     | منچستر یونایتد         | ورزشگاه میلنیوم      | ۷۱٬۱۴۰       |
| ۱۲۶         | ۰۷–۲۰۰۶   | چلسی                  | * ۱–۰ * | منچستر یونایتد         | ورزشگاه ومبلی (جدید) | ۸۹٬۸۲۶       |
| ۱۲۷         | ۰۸–۲۰۰۷   | پورتسموث              | ۱–۰     | کاردیف سیتی            | ورزشگاه ومبلی (جدید) | ۸۹٬۸۷۴       |
| ۱۲۸         | ۰۹–۲۰۰۸   | چلسی                  | ۲–۱     | اورتون                 | ورزشگاه ومبلی (جدید) | ۸۹٬۳۹۱       |
| ۱۲۹         | ۱۰–۲۰۰۹   | چلسی                  | ۱–۰     | پورتسموث               | ورزشگاه ومبلی (جدید) | ۸۸٬۳۳۵       |
| ۱۳۰         | ۱۱–۲۰۱۰   | منچستر سیتی           | ۱–۰     | استوک سیتی             | ورزشگاه ومبلی (جدید) | ۸۸٬۶۴۳       |
| ۱۳۱         | ۱۲–۲۰۱۱   | چلسی                  | ۲–۱     | لیورپول                | ورزشگاه ومبلی (جدید) | ۸۹٬۰۴۱       |
| ۱۳۲         | ۱۳–۲۰۱۲   | ویگان اتلتیک          | ۱–۰     | منچستر سیتی            | ورزشگاه ومبلی (جدید) | ۸۶٬۲۵۴       |
| ۱۳۳         | ۱۴–۲۰۱۳   | آرسنال                | * ۳–۲ * | هال سیتی               | ورزشگاه ومبلی (جدید) | ۸۹٬۳۴۵       |
| ۱۳۴         | ۱۵–۲۰۱۴   | آرسنال                | ۴–۰     | استون ویلا             | ورزشگاه ومبلی (جدید) | ۸۹٬۲۸۳       |
| ۱۳۵         | ۱۶–۲۰۱۵   | منچستر یونایتد        | * ۲–۱ * | کریستال پالاس          | ورزشگاه ومبلی (جدید) | ۸۸٬۶۱۹       |
| ۱۳۶         | ۱۷–۲۰۱۶   | آرسنال                | ۲–۱     | چلسی                   | ورزشگاه ومبلی (جدید) | ۸۹٬۴۷۲       |
| ۱۳۷         | ۱۸–۲۰۱۷   | چلسی                  | ۱–۰     | منچستر یونایتد         | ورزشگاه ومبلی (جدید) | ۸۷٬۶۴۷       |
| ۱۳۸         | ۱۹–۲۰۱۸   | منچستر سیتی §         | ۶–۰     | واتفورد                | ورزشگاه ومبلی (جدید) | ۸۵٬۸۵۴       |
| ۱۳۹         | ۲۰–۲۰۱۹   | آرسنال                | ۲–۱     | چلسی                   | ورزشگاه ومبلی (جدید) | [ب]۰         |
| ۱۴۰         | ۲۱–۲۰۲۰   | لستر سیتی             | ۱–۰     | چلسی                   | ورزشگاه ومبلی (جدید) | [ب]۰         |
| ۱۴۱         | ۲۲–۲۰۲۱   | لیورپول               | ۰–۰     | چلسی                   |                      | ۸۴٬۸۹۷       |
| ۱۴۲         | ۲۳–۲۰۲۲   | منچستر سیتی #         | ۲–۱     | منچستر یونایتد         |                      | ۸۳٬۱۷۹       |
| ۱۴۳         | ۲۴–۲۰۲۳   | منچستر یونایتد        | ۲–۱     | منچستر سیتی            |                      | ۸۴٬۸۱۴       |
| ۱۴۴         | ۲۵–۲۰۲۴   | کریستال پالاس         | ۱–۰     | منچستر سیتی            |                      | ۸۴٬۱۶۳       |

یادداشت:
1. ^ الف: آمار تعداد تماشاگران فینال ۱۹۲۳ به طور رسمی ۱۲۶٬۰۴۷ ثبت شده است،  اما گفته می‌شود رقم واقعی چیزی بین ۱۵۰٬۰۰۰ تا ۳۰۰٬۰۰۰ بوده.[۲۴][۲۵]
2. ^ ب: در پی همه‌گیری ویروس کرونا بازی نهایی فصل ۲۰۲۰ و ۲۰۲۱، پشت درهای بسته و بدون تماشاگر برگزار شد.

### راهنمای جدول
| (تکرار)       | به علت تساوی بازی نهایی تکرار شده است.                                                  |
| *             | بازی به وقت‌های اضافه کشیده شد.                                                          |
| dagger        | قهرمان با کمک ضربات پنالتی پس از وقت‌های اضافه مشخص شد.                                  |
| double-dagger | تیم قهرمان، دوگانه (لیگ و جام حذفی) را به دست آورد.                                     |
| §             | تیم قهرمان، سه گانه (قهرمانی لیگ، جام حذفی و جام اتحادیه) را به دست آورد.               |
| #             | تیم قهرمان، سه گانه (قهرمانی لیگ، جام حذفی و لیگ قهرمانان یا لیگ اروپا) را به دست آورد. |
| کج شده        | تیمی خارج از سطح بالای نظام لیگ‌های فوتبال انگلیس (از زمان شکل گیری لیگ فوتبال در ۱۸۸۸). |

تمامی تیم‌ها انگلیسی هستند، به جز بلوک هایی که با  (اسکاتلند) یا  (ولز) نشانه گذاری شده است.

## نتایج بر پایه باشگاه
تیم‌هایی که خط خورده‌اند، دیگر وجود ندارند. بعلاوه، کویینز پارک پس از قانونگذاری اتحادیه فوتبال اسکاتلند در سال ۱۸۸۷، دیگر واجد شرایط ورود به جام حذفی نبود.
نتایج بر اساس تیم
| باشگاه                 | قهرمانی | اولین قهرمانی | آخرین قهرمانی | نایب قهرمانی | آخرین نایب قهرمانی | حضور در فینال |
| ---------------------- | ------- | ------------- | ------------- | ------------ | ------------------ | ------------- |
| آرسنال                 | ۱۴      | ۱۹۳۰          | ۲۰۲۰          | ۷            | ۲۰۰۱               | ۲۱            |
| منچستر یونایتد         | ۱۳      | ۱۹۰۹          | ۲۰۲۴          | ۸            | ۲۰۲۳               | ۲۲            |
| چلسی                   | ۸       | ۱۹۷۰          | ۲۰۱۸          | ۸            | ۲۰۲۱               | ۱۵            |
| لیورپول                | ۸       | ۱۹۶۵          | ۲۰۲۲          | ۷            | ۲۰۱۲               | ۱۴            |
| تاتنهام هاتسپر         | ۸       | ۱۹۰۱          | ۱۹۹۱          | ۱            | ۱۹۸۷               | ۹             |
| منچستر سیتی            | ۷       | ۱۹۰۴          | ۲۰۲۳          | ۷            | ۲۰۲۵               | ۱۴            |
| استون ویلا             | ۷       | ۱۸۸۷          | ۱۹۵۷          | ۳            | ۲۰۰۰               | ۱۰            |
| نیوکاسل یونایتد        | ۶       | ۱۹۱۰          | ۱۹۵۵          | ۷            | ۱۹۹۹               | ۱۳            |
| بلکبرن راورز           | ۶       | ۱۸۸۴          | ۱۹۲۸          | ۲            | ۱۹۶۰               | ۸             |
| اورتون                 | ۵       | ۱۹۰۶          | ۱۹۹۵          | ۸            | ۲۰۰۹               | ۱۳            |
| وست برومویچ آلبیون     | ۵       | ۱۸۸۸          | ۱۹۶۸          | ۵            | ۱۹۳۵               | ۱۰            |
| واندررز                | ۵       | ۱۸۷۲          | ۱۸۷۸          | ۰            |                    | ۵             |
| ولورهمپتون واندررز     | ۴       | ۱۸۹۳          | ۱۹۶۰          | ۴            | ۱۹۳۹               | ۸             |
| بولتون                 | ۴       | ۱۹۲۳          | ۱۹۵۸          | ۳            | ۱۹۵۳               | ۷             |
| شفیلد یونایتد          | ۴       | ۱۸۹۹          | ۱۹۲۵          | ۲            | ۱۹۳۶               | ۶             |
| شفیلد ونزدی[الف]       | ۳       | ۱۸۹۶          | ۱۹۳۵          | ۳            | ۱۹۹۳               | ۶             |
| وستهام یونایتد         | ۳       | ۱۹۶۴          | ۱۹۸۰          | ۲            | ۲۰۰۶               | ۵             |
| پرستون نورث‌اند         | ۲       | ۱۸۸۹          | ۱۹۳۸          | ۵            | ۱۹۶۴               | ۷             |
| اولد اتونیانس          | ۲       | ۱۸۷۹          | ۱۸۸۲          | ۴            | ۱۸۸۳               | ۶             |
| پورتسموث               | ۲       | ۱۹۳۹          | ۲۰۰۸          | ۳            | ۲۰۱۰               | ۵             |
| ساندرلند               | ۲       | ۱۹۳۷          | ۱۹۷۳          | ۲            | ۱۹۹۲               | ۴             |
| ناتینگهام فارست        | ۲       | ۱۸۹۸          | ۱۹۵۹          | ۱            | ۱۹۹۱               | ۳             |
| بری                    | ۲       | ۱۹۰۰          | ۱۹۰۳          | ۰            |                    | ۲             |
| هادرسفیلد تاون         | ۱       | ۱۹۲۲          | ۱۹۲۲          | ۴            | ۱۹۳۸               | ۵             |
| لستر سیتی              | ۱       | ۲۰۲۱          | ۲۰۲۱          | ۴            | ۱۹۶۹               | ۵             |
| رویال انجینیرز         | ۱       | ۱۸۷۵          | ۱۸۷۵          | ۳            | ۱۸۷۸               | ۴             |
| دانشگاه آکسفورد        | ۱       | ۱۸۷۴          | ۱۸۷۴          | ۳            | ۱۸۸۰               | ۴             |
| دربی کانتی             | ۱       | ۱۹۴۶          | ۱۹۴۶          | ۳            | ۱۹۰۳               | ۴             |
| لیدز یونایتد           | ۱       | ۱۹۷۲          | ۱۹۷۲          | ۳            | ۱۹۷۳               | ۴             |
| ساوت‌همپتون             | ۱       | ۱۹۷۶          | ۱۹۷۶          | ۳            | ۲۰۰۳               | ۴             |
| بلکپول                 | ۱       | ۱۹۵۳          | ۱۹۵۳          | ۲            | ۱۹۵۱               | ۳             |
| بارنلی                 | ۱       | ۱۹۱۴          | ۱۹۱۴          | ۲            | ۱۹۶۲               | ۳             |
| کاردیف سیتی            | ۱       | ۱۹۲۷          | ۱۹۲۷          | ۲            | ۲۰۰۸               | ۳             |
| کریستال پالاس          | ۱       | ۲۰۲۵          | ۲۰۲۵          | ۲            | ۲۰۱۶               | ۲             |
| چارلتون اتلتیک         | ۱       | ۱۹۴۷          | ۱۹۴۷          | ۱            | ۱۹۴۶               | ۲             |
| بارنزلی                | ۱       | ۱۹۱۲          | ۱۹۱۲          | ۱            | ۱۹۱۰               | ۲             |
| نوتس کانتی             | ۱       | ۱۸۹۴          | ۱۸۹۴          | ۱            | ۱۸۹۱               | ۲             |
| کلافام روورز           | ۱       | ۱۸۸۰          | ۱۸۸۰          | ۱            | ۱۸۷۹               | ۲             |
| ویمبلدون[ب]            | ۱       | ۱۹۸۸          | ۱۹۸۸          | ۰            |                    | ۱             |
| کاونتری سیتی           | ۱       | ۱۹۸۷          | ۱۹۸۷          | ۰            |                    | ۱             |
| ایپسوییچ تاون          | ۱       | ۱۹۷۸          | ۱۹۷۸          | ۰            |                    | ۱             |
| برادفورد سیتی          | ۱       | ۱۹۱۱          | ۱۹۱۱          | ۰            |                    | ۱             |
| المپیک بلکبرن          | ۱       | ۱۸۸۳          | ۱۸۸۳          | ۰            |                    | ۱             |
| اولد کارتوسیانس        | ۱       | ۱۸۸۱          | ۱۸۸۱          | ۰            |                    | ۱             |
| بیرمنگام سیتی          | ۰       |               |               | ۲            | ۱۹۵۶               | ۲             |
| کویینز پارک            | ۰       | ۱۸۸۵          |               | ۲            |                    | ۲             |
| واتفورد                | ۰       | ۲۰۱۹          |               | ۲            |                    | ۲             |
| استوک سیتی             | ۰       | ۱             | ۲۰۱۱          | ۱            |                    |               |
| میلوال                 | ۰       | ۱             | ۲۰۰۴          | ۱            |                    |               |
| میدلزبورو              | ۰       | ۱             | ۱۹۹۷          | ۱            |                    |               |
| برایتون اند هوو آلبیون | ۰       | ۱             | ۱۹۸۳          | ۱            |                    |               |
| کویینز پارک رنجرز      | ۰       | ۱             | ۱۹۸۲          | ۱            |                    |               |
| فولهام                 | ۰       | ۱             | ۱۹۷۵          | ۱            |                    |               |
| لوتون تاون             | ۰       | ۱             | ۱۹۵۹          | ۱            |                    |               |
| بریستول سیتی           | ۰       | ۱             | ۱۹۰۹          | ۱            |                    |               |

یادداشت:
1. ^ الف: مجموع عملکرد این تیم تحت نام قبلی خود دِ ونزدی، دو قهرمانی و یک نایب قهرمانی است
2. ^ ب: ویمبلدون در سال ۲۰۰۴ از جنوب لندن به میلتون کینز انتقال یافت و این باشگاه به عنوان میلتون کینز دونز تغییر نام داد، اما باشگاه فعلی معتقد است که در سال ۲۰۰۴ تاسیس شده و ادعایی برای تاریخ یا افتخارات ویمبلدون (از جمله قهرمانی در جام حذفی) ندارد.